# American Cup 1999
La Visa American Cup 1999 è stata la 23ª edizione dell'American Cup, evento ginnico tenutosi annualmente negli Stati Uniti. Si è svolta al Bayfront Center di Saint Petersburg, dal 4 al 6 marzo 1999.

## Programma
Tutti gli orari sono in UTC-5.
| Giorno  | Ora   | Gara                                     |
| ------- | ----- | ---------------------------------------- |
| 4 marzo | 19.00 | Qualifiche / Finali ad attrezzo (uomini) |
| 5 marzo | 19.00 | Qualifiche / Finali ad attrezzo (donne)  |
| 6 marzo | 11.30 | Finale AA (uomini / donne)               |

## Partecipanti
Alla 23ª American Cup hanno preso parte 38 atleti, 19 donne e 19 uomini, provenienti da 20 paesi.
| - Argentina (1) - Australia (1) - Bielorussia (1) - Bulgaria (1) - Canada (2) - Cina (2) - Cuba (1) - Spagna (2) - Francia (2) - Regno Unito (1) - Ungheria (1) - Italia (2) - Giappone (1) - Messico (2) - Romania (1) - Russia (2) - Ucraina (2) - Stati Uniti (11) - Uzbekistan (1) - Venezuela (1) |

## Podi

### Maschile
| Evento                | Oro                                  | Punteggio | Argento            | Punteggio | Bronzo                                       | Punteggio |
| Concorso individuale  | Blaine Wilson                        | 57,025    | Jason Gatson       | 56,800    | Jordan Jovtchev                              | 56,525    |
| Corpo libero          | Jason Gatson                         | 9,650     | Jordan Jovtchev    | 9,375     | Dmitri Kasparovich Blaine Wilson Chris Young | 9,175     |
| Cavallo con maniglie  | Jordan Jovtchev                      | 9,550     | Alexei Bondarenko  | 9,525     | Jason Gatson Zhang Jingjin                   | 9,350     |
| Anelli                | Szilvester Csollany                  | 9,750     | Blaine Wilson      | 9,700     | Jordan Jovtchev                              | 9,600     |
| Volteggio             | Vasile Cioana                        | 9,650     | Alexander Beresch  | 9,550     | Jason Gatson                                 | 9,525     |
| Parallele simmetriche | Alexei Bondarenko                    | 9,550     | Dmitri Kasparovich | 9,525     | Yann Cucherat Jesus Carballo Jr.             | 9,475     |
| Sbarra                | Alexander Beresch Jesus Carballo Jr. | 9,550     | Eric Lopez         | 9,450     | Yann Cucherat                                | 9,400     |

### Femminile
| Evento                 | Oro             | Punteggio | Argento                  | Punteggio | Bronzo            | Punteggio |
| Concorso individuale   | Jennie Thompson | 37,861    | Elena Produnova          | 37,842    | Vanessa Atler     | 37,786    |
| Volteggio              | Vanessa Atler   | 9,762     | Melinda Cleland          | 9,487     | Viktoria Karpenko | 9,475     |
| Parallele asimmetriche | Jennie Thompson | 9,525     | Viktoria Karpenko        | 9,450     | Morgan White      | 9,425     |
| Trave                  | Vanessa Atler   | 9,800     | Elena Produnova Liu Xuan | 9,725     |                   |           |
| Corpo libero           | Vanessa Atler   | 9,800     | Viktoria Karpenko        | 9,600     | Adriana Crisci    | 9,350     |